# Halowe Mistrzostwa Polski Seniorów w Lekkoatletyce 1990
31. Halowe Mistrzostwa Polski Seniorów w Lekkoatletyce – zawody sportowe, które rozegrano 17 i 18 lutego 1990 w Spale, w hali Ośrodka Przygotowań Olimpijskich (pierwszy raz w historii).
Podczas zawodów Barbara Niewójt ustanowiła halowy rekord Polski w chodzie na 3000 metrów czasem 13:25,28.

## Rezultaty

### Mężczyźni
| Konkurencja:              | 1. miejsce                         | Rezultat | 2. miejsce                                 | Rezultat | 3. miejsce                          | Rezultat |
| Bieg na 60 m              | Jacek Marlicki AZS Wrocław         | 6,73     | Marek Zalewski Pogoń Zduńska Wola          | 6,79     | Andrzej Popa Olimpia Poznań         | 6,80     |
| Bieg na 200 m             | Marek Zalewski Pogoń Zduńska Wola  | 21,36    | Jarosław Kaniecki AZS Gdańsk               | 21,38    | Robert Maćkowiak Śląsk Wrocław      | 21,96    |
| Bieg na 400 m             | Paweł Woźniak Skra Warszawa        | 47,86    | Mariusz Rządziński AZS Łódź                | 47,89    | Dariusz Rychter Górnik Wałbrzych    | 49,08    |
| Bieg na 800 m             | Zbigniew Janus Wisła Kraków        | 1:48,63  | Wojciech Stachowiak Spójnia Gdańsk         | 1:50,26  | Marek Szymkowicz Juvenia Głuchołazy | 1:50,99  |
| Bieg na 1500 m            | Waldemar Lisicki Flota Gdynia      | 3:46,69  | Krzysztof Ożóg Wisła Kraków                | 3:47,09  | Krzysztof Ćwikła Stal Mielec        | 3:48,37  |
| Bieg na 3000 m            | Krzysztof Ożóg Wisła Kraków        | 8:13,08  | Waldemar Lisicki Flota Gdynia              | 8:13,79  | Piotr Gralak AKS Chorzów            | 8:15,58  |
| Bieg na 60 m przez płotki | Tomasz Nagórka Legia Warszawa      | 7,69     | Rafał Cieśla AZS Katowice                  | 7,82     | Paweł Grzegorzewski Górnik Zabrze   | 7,85     |
| Chód na 5000 m            | Andrzej Chyliński Polonia Warszawa | 21:34,91 | Krzysztof Krysiak Oleśniczanka             | 21:48,49 | Sławomir Cielica Agros Zamość       | 21:48,98 |
| Skok wzwyż                | Artur Partyka Łódzki Klub Sportowy | 2,24     | Krzysztof Krawczyk AZS Wrocław             | 2,21     | Przemysław Radkiewicz Skra Warszawa | 2,14     |
| Skok o tyczce             | Marian Kolasa Bałtyk Gdynia        | 5,20     | Ryszard Kolasa Bałtyk Gdynia               | 5,10     | Jerzy Kańtoch Chemik Kędzierzyn     | 5,00     |
| Skok w dal                | Jacek Zawadzki Śląsk Wrocław       | 7,47     | Włodzimierz Włodarczyk Górnik Brzeszcze    | 7,43     | Marek Orzepowski Górnik Zabrze      | 7,41     |
| Trójskok                  | Andrzej Grabarczyk Start Łódź      | 16,29    | Eugeniusz Bedeniczuk Jagiellonia Białystok | 16,23    | Jacek Butkiewicz AZS Warszawa       | 15,58    |
| Pchnięcie kulą            | Helmut Krieger Chemik Kędzierzyn   | 19,31    | Edward Gładysz Chemik Kędzierzyn           | 17,80    | Piotr Perżyło Górnik Brzeszcze      | 17,60    |
| Siedmiobój                | Waldemar Mrozek Lechia Gdańsk      | 5630     | Andrzej Wyżykowski Zawisza Bydgoszcz       | 5468     | Jerzy Hołoweńko Wawel Kraków        | 5427     |

### Kobiety
| Konkurencja:              | 1. miejsce                               | Rezultat    | 2. miejsce                          | Rezultat | 3. miejsce                            | Rezultat |
| Bieg na 60 m              | Joanna Smolarek AZS Katowice             | 7,48        | Jolanta Bartczak Start Łódź         | 7,57     | Brygida Smolińska Olimpia Grudziądz   | 7,73     |
| Bieg na 200 m             | Joanna Smolarek AZS Katowice             | 24,36       | Beata Knapczyk Wawel Kraków         | 24,87    | Brygida Smolińska Olimpia Grudziądz   | 25,21    |
| Bieg na 400 m             | Renata Sosin Hutnik Kraków               | 54,64       | Elżbieta Kilińska Chemik Kędzierzyn | 55,34    | Izabela Rutkowska AZS Warszawa        | 55,07    |
| Bieg na 800 m             | Małgorzata Rydz Budowlani Częstochowa    | 2:05,53     | Dorota Buczkowska Start Lublin      | 2:06,67  | Małgorzata Kowalewska Gwardia Olsztyn | 2:16,10  |
| Bieg na 1500 m            | Małgorzata Rydz Budowlani Częstochowa    | 4:22,67     | Dorota Buczkowska Start Lublin      | 4:23,71  | Małgorzata Kowalewska Gwardia Olsztyn | 4:33,66  |
| Bieg na 60 m przez płotki | Maria Kamrowska AZS Gdańsk               | 8,51        | Małgorzata Urbanowicz Start Łódź    | 8,58     | Małgorzata Płatek AZS Wrocław         | 8,64     |
| Chód na 3000 m            | Barbara Niewójt AZS Katowice             | 13:25,28 NR | Bożena Górecka AZS Katowice         | 13:43,82 | Beata Betlej AZS Katowice             | 13:50,23 |
| Skok wzwyż                | Jolanta Komsa Legia Warszawa             | 1,80        | Aleksandra Zimnoch AZS Gdańsk       | 1,77     | Urszula Kielan Gwardia Warszawa       | 1,77     |
| Skok w dal                | Jolanta Bartczak Start Łódź              | 6,62        | Małgorzata Sobczak Bałtyk Gdynia    | 5,98     | Ilona Dopierała Start Łódź            | 5,93     |
| Pchnięcie kulą            | Krystyna Danilczyk Jagiellonia Białystok | 16,34       | Mirosława Znojek AKS Chorzów        | 16,29    | Renata Katewicz Start Łódź            | 16,17    |
| Pięciobój                 | Małgorzata Lisowska Górnik Wałbrzych     | 3882        | Małgorzata Leśniewicz Lechia Gdańsk | 3629     | Bożena Bogucka Śląsk Wrocław          | 3585     |